# Euxoa arizonensis
Euxoa arizonensis là một loài bướm đêm trong họ Noctuidae.